# Monte Balanesti
La colina Bălănești (en rumano, Dealul Bălănești) es el punto más alto en Moldavia, con una altitud de 430 m (429 m según algunas fuentes). Se encuentra en las colinas Cornești.